# Liste d'encyclopédies en ligne
Pour des articles plus généraux, voir Encyclopédie en ligne et Liste d'encyclopédies.
 (septembre 2023).
Si vous disposez d'ouvrages ou d'articles de référence ou si vous connaissez des sites web de qualité traitant du thème abordé ici, merci de compléter l'article en donnant les références utiles à sa vérifiabilité et en les liant à la section « Notes et références ».
Une encyclopédie en ligne est une encyclopédie disponible sur Internet. Il en existe de nombreuses formes, certaines n'étant que le développement d'encyclopédies existantes, d'autres totalement inédites.

## Liste
| Site                                              | Langue | Sujet                                                       | Description                                                                                   | Licence                                                                                                  | Accès                                           |
| ------------------------------------------------- | --- | ----------------------------------------------------------- | --------------------------------------------------------------------------------------------- | --- | ----------------------------------------------- |
| 1914-1918-Online                                  | Anglais | Première Guerre mondiale                                    | Rédigée par des professionnels                                                                | | Gratuite                                        |
| AllMusic                                          | Anglais | Musique                                                     | Rédigée par des professionnels                                                                | | Gratuite                                        |
| Anthropen                                         | Français | Anthropologie                                               | Collaboration universitaire internationale                                                    | Creative Commons Attribution - Pas d'Utilisation Commerciale - Pas de Modification                       | Gratuite                                        |
| Auñamendi Eusko Entziklopedia                     | Basque et espagnol | Pays basque                                                 | Bibliothèque virtuelle Euskomedia                                                             | Droit d'auteurs                                                                                          | Gratuit                                         |
| Australian Dictionary of Biography                | Anglais |                                                             | Biographies d'Australiens célèbres                                                            | | Gratuite                                        |
| Baidu Baike                                       | Chinois | Généraliste                                                 | Encyclopédie participative                                                                    | | Gratuite                                        |
| Baike.com (anciennement Hudong)                   | Chinois | Généraliste                                                 |                                                                                               | | Gratuite                                        |
| Bayerisches Musiker-Lexikon Online                | Allemand | Biographies de musiciens bavarois                           |                                                                                               | | Gratuite                                        |
| CASPWiki                                          | Français | Centre spatial de Cannes - Mandelieu                        | Gérée avec un wiki ; rédigée par des professionnels ; créée par Guy Lebègue                   | GFDL | Gratuite                                        |
| Catholic Encyclopedia                             | Anglais | Catholicisme                                                | Version numérisée de l'édition papier de 1907-1913                                            | Domaine public                                                                                           |                                                 |
| Citizendium                                       | Anglais | Généraliste                                                 | Gérée avec un wiki                                                                            | Creative Commons Attribution - Pas d'Utilisation Commerciale - Partage dans les Mêmes Conditions et GFDL | Gratuite                                        |
| Encyclopédie Compton                              | Anglais | Généraliste                                                 | CD et DVD                                                                                     | | 639 $                                           |
| Den Store Danske Encyklopædi                      | Danois | Généraliste                                                 |                                                                                               | | Gratuite                                        |
| Dictionary of American Naval Fighting Ships       | Anglais | Marine américaine                                           | Équivalent au Service historique de la défense                                                | |                                                 |
| Dictionary of Sydney                              | Anglais | Sydney                                                      |                                                                                               | | Gratuite                                        |
| Dictionnaire historique de la Suisse              | Français, allemand, italien | Histoire de la Suisse                                       |                                                                                               | | Gratuite (sans illustrations)                   |
| DORIS                                             | Français | Répertoire taxonomique                                      | Faune et flore subaquatiques                                                                  | | Gratuite                                        |
| Doopedia                                          | Coréen | Généraliste                                                 |                                                                                               | | Gratuite                                        |
| EcuRed                                            | Espagnol | Généraliste                                                 | Gérée avec un wiki ; lancée en 2010 par les autorités cubaines                                | |                                                 |
| Encyclopédie d'histoire numérique de l'Europe     | Multilingue | Histoire                                                    |                                                                                               | | Gratuite                                        |
| Encarta (arrêtée en novembre 2009)                | Multilingue | Généraliste                                                 |                                                                                               | Droit d'auteurs                                                                                          | Abonnement pour articles complets (35 € par an) |
| Encyclopedia Astronautica                         | Anglais | Conquête de l'espace                                        |                                                                                               | | Gratuite                                        |
| Encyclopædia Britannica                           | Anglais | Généraliste                                                 |                                                                                               | | Abonnement                                      |
| Encyclopædia Britannica 1911                      | Anglais | Généraliste                                                 | Gérée avec un wiki                                                                            | Domaine public                                                                                           | Gratuite                                        |
| Encyclopædia Iranica                              | Anglais |                                                             | Histoire et culture de l'Iran                                                                 | |                                                 |
| Enciclopedia Libre                                | Espagnol | Généraliste                                                 | Projet qui s'est séparé de Wikipédia                                                          | | Gratuite                                        |
| Encyclopaedia Metallum                            | Anglais | Metal                                                       |                                                                                               | | Gratuite                                        |
| Encyclopædia of Islam                             | Multilingue | Religion                                                    | Civilisation islamique et histoire de l'Islam                                                 | | Payante                                         |
| Encyclopædia of Mathematics                       | Anglais | Mathématiques                                               | Niveau baccalauréat                                                                           | | Gratuite                                        |
| Encyclopædia Universalis                          | Français | Généraliste                                                 | Rédigée par des professionnels                                                                | Droit d'auteurs                                                                                          | Abonnement payant                               |
| Encyclopédie de L'Agora                           | Français | Généraliste                                                 | Initialement rédigée par des professionnels ; filtrage a priori des contributions extérieures | | Gratuite                                        |
| Enciclopedia Italiana di scienze, lettere ed arti | Italien | Généraliste                                                 | Publiée par l'Istituto dell'Enciclopedia Italiana Treccani                                    | | Gratuite                                        |
| Encyclopédie de la Vie                            | Anglais | Répertoire taxonomique                                      | Collaborative rédigée par des experts                                                         | |                                                 |
| Encyclopédie Hachette Multimédia (fermée)         | Français | Généraliste                                                 |                                                                                               | |                                                 |
| Encyclopédie Larousse                             | Français | Généraliste                                                 |                                                                                               | |                                                 |
| Everipedia (en)                                   | Multilingue | Généraliste                                                 | Avec des récompenses de cryptomonnaie[Quoi ?]                                                 | |                                                 |
| FishBase                                          | Anglais | Répertoire taxonomique                                      |                                                                                               | |                                                 |
| Gizapedia                                         | Basque (notamment) | Sciences humaines et sociales                               |                                                                                               | Droits d'auteur                                                                                          | Gratuite                                        |
| Gran Enciclopedia Aragonesa                       | Espagnol | Généraliste                                                 |                                                                                               | | Gratuite                                        |
| Gran Enciclopèdia Catalana                        | Catalan | Généraliste                                                 |                                                                                               | | Gratuite                                        |
| H2g2                                              | Anglais | Généraliste                                                 |                                                                                               | | Gratuite                                        |
| HowStuffWorks                                     | Anglais | Vulgarisation scientifique                                  |                                                                                               | Droit d'auteurs                                                                                          | Gratuite                                        |
| Hrvatska enciklopedija                            | Croate | Généraliste                                                 |                                                                                               | | Gratuite                                        |
| Internet Encyclopedia of Philosophy               | Anglais | Philosophie                                                 |                                                                                               | Droit d'auteurs                                                                                          | Gratuite                                        |
| Internetowa encyklopedia PWN                      | Polonais | Généraliste                                                 |                                                                                               | | Gratuite                                        |
| Interpedia (inactive)                             | Anglais | Généraliste                                                 | Encyclopédie participative                                                                    | | Gratuite                                        |
| Jewish Encyclopedia                               | Anglais | Judaïsme                                                    | Version en ligne de la Jewish Encyclopedia publiée en 1901 et 1906                            | | Gratuite                                        |
| Jewish Virtual Library                            | Anglais | Judaïsme                                                    | Bibliothèque virtuelle                                                                        | | Gratuite                                        |
| JurisPedia                                        | Multilingue | Droit                                                       | Gérée avec un wiki                                                                            | GFDL | Gratuite                                        |
| Knol (hors ligne depuis mai 2012)                 | Multilingue | Généraliste                                                 | Participative                                                                                 | Mixte : droit d'auteur, Creative Commons et GFDL                                                         | Gratuite                                        |
| L'Enciclopèdia (ca)                               | Valencien | Généraliste                                                 | Gérée avec un wiki                                                                            | GFDL | Gratuite                                        |
| L'Encyclopédie canadienne                         | Français, anglais | Généraliste                                                 |                                                                                               | | Gratuite                                        |
| Marefa                                            | Arabe | Généraliste                                                 |                                                                                               | | Gratuite                                        |
| MathWorld                                         | Anglais | Mathématiques                                               |                                                                                               | Droit d'auteurs                                                                                          | Gratuite                                        |
| Meyers Konversations-Lexikon                      | Allemand | Généraliste                                                 |                                                                                               | | Gratuite                                        |
| MusicBrainz                                       | Anglais | Musique                                                     |                                                                                               | | Gratuite                                        |
| Nationalencyklopedin                              | Suédois | Généraliste                                                 |                                                                                               | | Gratuite                                        |
| New Georgia Encyclopedia                          | Anglais | Géorgie                                                     | Rédigée par des professionnels                                                                | | Gratuite                                        |
| Nupedia (inactive depuis septembre 2003)          | Anglais | Généraliste                                                 |                                                                                               | GFDL | Gratuite                                        |
| Online Encyclopedia of Mass Violence              | Anglais | Histoire                                                    |                                                                                               | | Gratuite                                        |
| Oxford Music Online                               | Anglais | Musique                                                     |                                                                                               | |                                                 |
| PlanetMath                                        | Anglais | Mathématiques                                               |                                                                                               | GFDL et copyleft                                                                                         | Gratuite                                        |
| Proleksis enciklopedija                           | Croate | Généraliste                                                 |                                                                                               | | Gratuite                                        |
| Scholarpedia                                      | Anglais | Sciences                                                    | Gérée avec un wiki ; rédigée par des universitaires et des experts                            | Mixte : droit d'auteur, Creative Commons et GFDL                                                         | Gratuite                                        |
| Stanford Encyclopedia of Philosophy               | Anglais | Philosophie                                                 |                                                                                               | | Gratuite                                        |
| Te Ara Encyclopedia of New Zealand                | Anglais, Maori | Nouvelle-Zélande                                            | Créée par le gouvernement de la Nouvelle-Zélande                                              | Droit d'auteur                                                                                           | Gratuite                                        |
| Tout l'Univers (fermé en 2015)                    | Français | Généraliste                                                 | Destinée aux 6-14 ans                                                                         | | Abonnement                                      |
| Từ điển bách khoa Việt Nam                        | Vietnamien | Généraliste                                                 |                                                                                               | | Gratuite                                        |
| Turkpidya                                         | Anglais, allemand, danois, espagnol, français, italien, hongrois, néerlandais, portugais, roumain, turc, croate, polonais, tchèque, grec, bulgare, russe, serbe, hébreu, arabe, persan, japonais et coréen. | Encyclopédie en ligne sur la Turquie et les nations turques |                                                                                               | | Gratuite                                        |
| Ullmann's Encyclopedia of Industrial Chemistry    | Allemand puis anglais | Chimie industrielle et autre                                | Rédigée par des experts ; versions imprimée et DVD                                            | | Payante                                         |
| Vikidia                                           | Multilingue | Généraliste                                                 | participative et destiné au jeune public (8 - 13 ans)                                         | CC-BY-SA et GFDL                                                                                         | Gratuite                                        |
| Wikipédia                                         | Multilingue | Généraliste                                                 | Gérée avec un wiki                                                                            | CC-BY-SA et GFDL                                                                                         | Gratuite                                        |
| World History Encyclopedia (en)                   | Multilingue | Histoire                                                    | Encyclopédie participative                                                                    | Mixte : droit d'auteur et Creative Commons                                                               | Gratuite                                        |